# إنريكي أوليفاريس سانتانا
إنريكي أوليفاريس سانتانا هو دبلوماسي وسياسي مكسيكي، ولد في 1920 في Pabellón de Arteaga ‏ في المكسيك، وتوفي في 2004 في مدينة مكسيكو في المكسيك. نشط حزبياً في الحزب الثوري المؤسساتي. وقد انتخب عضو مجلس النواب المكسيك ‏ وانتخب عضو مجلس الشيوخ المكسيكي ‏ وانتخب وزير الداخلية ‏ (16 مايو 1979 – 30 نوفمبر 1982).